# Skřipel
Skřipel är en ort i Tjeckien.   Den ligger i regionen Mellersta Böhmen, i den centrala delen av landet, 40 km sydväst om huvudstaden Prag. Skřipel ligger 352 meter över havet och antalet invånare är 111.
Terrängen runt Skřipel är kuperad åt sydväst, men åt nordost är den platt. Runt Skřipel är det ganska tätbefolkat, med 54 invånare per kvadratkilometer. Närmaste större samhälle är Příbram, 17,4 km söder om Skřipel. I omgivningarna runt Skřipel växer i huvudsak blandskog.